# ヴィッカース中戦車 Mk.II
ヴィッカース中戦車 Mk.II（Vickers Medium Mark II）は、ヴィッカースによって戦間期に製造されたイギリスの中戦車である。

## 設計
中戦車 Mk.IIはヴィッカース中戦車 Mk.Iから派生したもので、いまだ運用されていたマーク C 中戦車を代替するために開発された。量産と再生産は1925年から1934年まで行われた。本車は巡航戦車 Mk.Iに代替され、1939年から段階的に退役した。
車両はヴィッカース中戦車 Mk.Iからいくつかの改良が施されている。Mk.IIは中戦車 Mk.Iと同一の車体、変速装置を使用するが、より丈の高い、新規の上部構造を設け、操縦手の視察装置が車体右前面から車体右上面に移動している。改良型の緩衝装置は装甲スカートにより防護されている。またラッカム・クラッチにより、初歩的な形ながら機械式のサーボコントロールが提供された。わずかに車重が増したことから、中戦車 Mk.Iから速力がいくらか落ち、時速15マイルから13マイル（20.9km/h）となった。
Mk.IIは砲塔に3ポンド（47 mm）砲と1挺の機関銃を装備する。車体後方の両側面にもヴィッカース重機関銃が1挺ずつ2挺が装備された。

## 運用
1923年、ヴィッカース軽戦車 Mk.Iは、その量産が開始された年に早くも、徹底的な近代化改修が始まり、翌1924年、ヴィッカース軽戦車 Mk.IIの製造契約が結ばれた。その名称は長くは続かず、すぐに、ヴィッカース中戦車 Mk.IIに分類変更された。また同時に、ヴィッカース軽戦車 Mk.Iもヴィッカース中戦車 Mk.Iに分類変更された。
ヴィッカース中戦車 Mk.IIおよびその前任であるヴィッカース中戦車 Mk.Iは少数のマーク V 戦車を代替した。両方の車両とも、1938年に段階的に退役しはじめるまで王立戦車連隊が装備している。本車の最初の実戦投入は、イギリス領インド帝国北西の辺境モーマンドにおける1935年モーマンド作戦で、2両が投入されている。1939年11月、パーシー・ホバート少将と彼の指揮下の機動師団による試験実施のため、数両の中戦車 Mk.IIがエジプトに送られている。しかしエジプトでのヴィッカース中戦車もまた、1940年1月のイタリア宣戦の前に段階的に退役した。中戦車は操縦手の初等教習用に使われた。
1940年夏季のドイツによるイギリス本土攻撃中、少数のこうした旧式車両が短い期間、再就役した。動かないヴィッカース中戦車が1940年9月のイタリアのエジプト侵攻に直面しているが、この侵攻の際に少なくとも1両がマルサ・マトルーフのイギリス軍陣地にトーチカとして地面に埋め込まれている。しかしドキュメンタリー"Wavell's 30,000"では、砂漠の西部でグラツィアーニ指揮下のイタリア軍と戦う歩兵に先立ち、数両の中戦車 Mk.IIに似た車両が見られる。これらの車両はドキュメンタリーの35:28–35:37に映し出される。

## Mk.IとMk.IIのおおまかな判別の仕方
走行装置
走行装置の側面下部の転輪が露出しているのがMk.I。懸架框によって転輪の半ばまで覆われているのがMk.II。
車体前部
車体前部が低いのがMk.I。嵩張り大きく膨らんでいるのがMk.II。
主砲
主砲が短く、砲の下の駐退器が前方に突出しているのがMk.I。主砲が長く、砲の下の駐退器が前方に突出していないのがMk.II。
操縦手フード
操縦手の頭部を保護するフードが一体型で、後方に跳ね上げるのがMk.I。そのフードが倒れて頭部に当たる事故を防止するため、三分割されたのがMk.II。
操縦手フードの上面が、車体後部上面と同じ高さなのがMk.I。操縦手フードが、車体後部上面の高さより突出しているのがMk.II。
砲塔天板
車長用の二分割ハッチがあるのがMk.I。その代わりに司教冠（ビショップス・マイター）というキューポラが追加されたのがMk.II。
砲塔形状
砲塔後部上端に傾斜（ベベル）が無いのがMk.I前期型。砲塔後部上端に傾斜（ベベル）と対空用ガンマウントが追加されたのがMk.I後期型とMk.II。

## 派生型

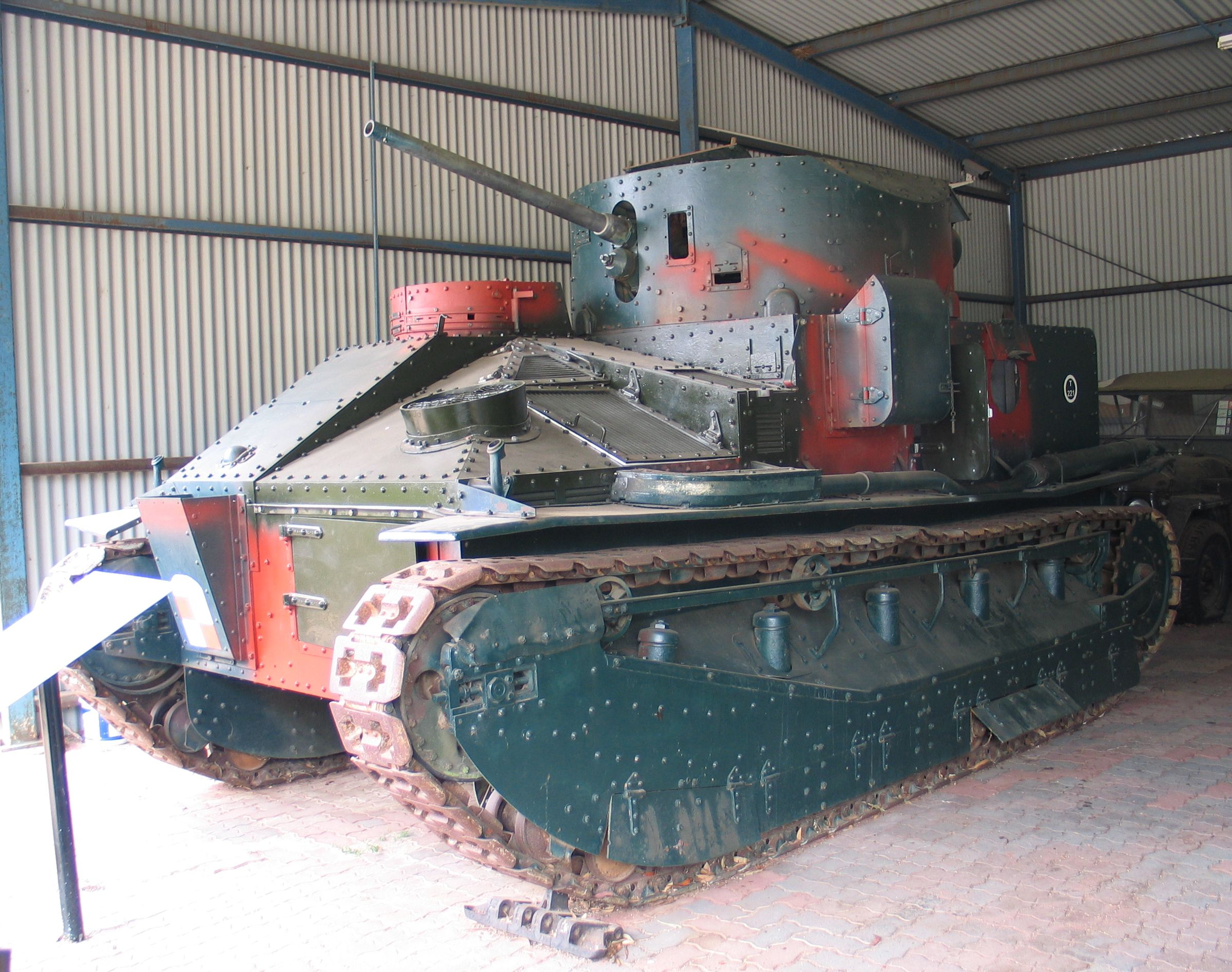
Mk.II* スペシャル。

Mk.II
原型。100両生産。
Mk.II*
同一車両の56両からオチキス機関銃を撤去、同軸にヴィッカース機関銃を追加、車長席を原型から後方に移した。車長は主砲の閉鎖機から空薬莢が排出される時、胸部を打つ危険性があった。
Mk.IIA
1930年に20両を新規生産。砲塔後部の傾斜（ベベル）を廃止。また左側に電動式で装甲のついた換気装置を追加。
Mk.II**
1932年、Mk.IIの残りの44両にMk.II*の標準装備を施した。加えて、砲塔後部の装甲化された容器に無線装置を装着した。12.24tに重量が増加。
Mark.IIA*
20両のMk.IIAにMk.II**の標準装備を施す。
中戦車 Mk.II 砂漠仕様
1928年、5両がエジプトに送られた。これらはアスベストの板材を空隙を置いて上面につけるなど、熱を絶縁する装備を施していた。
Mk.IIA CS
数両のMk.IIAは後に近接支援仕様に作り直された。これらの主兵装は15ポンド3.7インチ榴弾砲に換装されている。主用途は煙幕による支援を行うものだった。またいくらか榴弾も携行された。各中隊の司令部はこうした車両を2両装備した。車重は12.7tに増加した。
中戦車 II 橋梁運搬車
Mk.IIに装備を追加し、橋梁運搬車に改装するための試験計画。橋梁の支持桁と発射機構を装着し、改装終了時には橋を投射する。この試案は採用されなかった。
中戦車 II 雌型
1927年、J・T・クロッカー中尉の指導の下で2両が英領インドの政府向けに生産された。砲塔は主砲を持たないものの機関銃が4挺装備された。これらの車両は実際にはMk.IIであり、いつものやり方で呼ばれたが、公式な名称は軽戦車 マークIA スペシャル (L) インディアである。
中戦車 II 箱型戦車
これは指揮戦車で1928年に中戦車 IIから改装された。戦闘室から砲塔を撤去、大型の長方体により上部構造をしつらえた。唯一の武装は装甲化された車体前面にある、球形銃架の機関銃1挺のみ。2基の無線装置がつけられているが、戦術用の通信として短距離の無線装置が、より上級の指揮系統との通信用に長距離の無線装置が装備された。箱型戦車は最初、大隊指揮官のために使用され、1931年からは旅団指揮官用となった。
中戦車 Mk.II* スペシャル
1929年、4両がオーストラリア向けに生産された。主砲左側に同軸機銃、また砲塔右側にヴィッカース重機関銃が1挺追加された。
中戦車 Mk.II* 指揮戦車
1931年、また別の指揮戦車が戦車連隊向けに作られた。主砲はダミーのものに換えられ、砲塔を固定し、得られた空間に追加の無線装置を装着している。
イングリッシュ・ワークマン
1931年に15から16両がロシアにより購入されたため与えられた通称。この派生型に司令塔はなく、目立つ砲塔の角が抑えられ、車体側面の換気装置にカウルが施されている。継続戦争中の1941年秋、半ダースほどがヴィテレ近郊でフィンランド軍により発見された。
Mk.D
ヴィッカース Mk.Dは1両のみのアイルランド自由国向けの試作車である。1929年製造。これはより出力を強化し、水冷6気筒のサンビーム・アマゾン ガソリンエンジンを後部に載せた。2,100rpmで170馬力を出力する。6ポンド砲と7.7 mm口径のヴィッカース重機関銃を4挺搭載する。1940年に解体。

## 残存車両

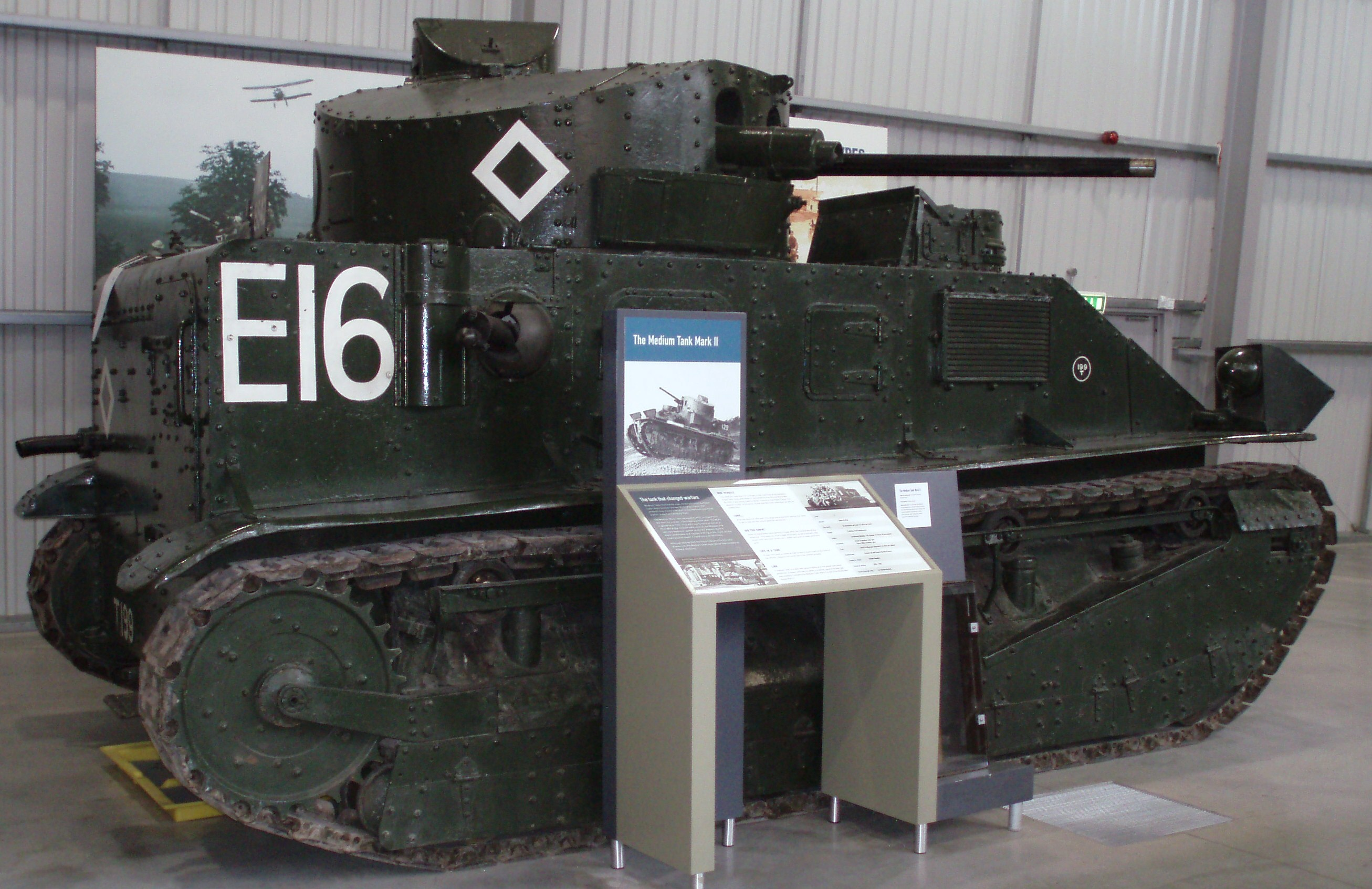
ボービントン戦車博物館のヴィッカース中戦車 Mk.II

ヴィッカース中戦車 Mk.IIは3両が世界に残存している。
- E1949.330はイングランドのドーセットにあるボービントン戦車博物館に保存されている[5]。
- 1両がアラバマ州アニストンの米陸軍戦史センターの保管施設に残存している[6]。
- 1両がオーストラリアのビクトリア州プッカプンヤルにあるRAAC陸軍戦車博物館に残存している[7]。